# Chiesetta-oratorio di Santa Petronilla
La chiesetta-oratorio di Santa Petronilla è un edificio religioso che fonde elementi dell'architettura romanica e di quella barocca e che si trova a Biasca.

## Storia
Il luogo, come è stato appurato durante gli scavi archeologici del 1986 ha ospitato almeno tre chiese: una prima dell'XI secolo (della quale sono state trovate le fondamenta), una seconda del XIII (forse un monastero di suore appartenente all'Ordine degli Umiliati) e la terza, più grande delle precedenti, costruita nel 1632. Quest'ultima costruzione, che non ha subito sostanziali modifiche nel corso dei secoli, è costituita da un'aula unica che si conclude in un coro con volta a crociera. Le decorazioni degli interni furono realizzate per lo più proprio nel XVII secolo.